# معتمر بن سليمان
أَبُو مُحَمَّدٍ مُعْتَمِرُ بْنُ سُلَيْمَانَ بْنِ طَرْخَانَ التَّيْمِيُّ الْبَصْرِيُّ، (106 هـ - 187 هـ) من كبار رواة الحديث عند أهل السنة والجماعة، من كبار محدّثي البصرة في زمنه. انتقل إليها من اليمن. قال النووي: «لم يكن من بنى تيم، وإنما نسب إليهم؛ لأنه نزل فيهم، وهو مولى لبنى مرة، وهو من تابعي التابعين.» قال ابن سعد أنه مات بالبصرة في خلافة هارون الرشيد.

## أقوال العلماء فيه
- قال الذهبي: «الإمام، الحافظ، القدوة.»[4] وقال: «كان إمامًا حجّة، زاهدًا عابدًا، كبير القدْر.»[5]
- وقال أبو حاتم: «هو ثقة صدوق.»[6]
- وقال النووي: «أجمعوا على توثيقه، وجلالته.»[2]
- وقال الزركلي: «محدث البصرة في عصره.»[1]

## شيوخه وتلاميذه
- شيوخه ومن روى عنهم:

روى عن أبيه وحميد الطويل وإسماعيل بن أبي خالد وعبيد الله بن عمر العمري وكهمس بن الحسن وأيوب وداود بن أبي هند وخالد الحذاء ومحمد بن عمر وبن علقمة واسحاق بن سويد العدوي وأيمن بن نابل وبرد بن سنان وبهز بن حكيم والركين بن الربيع وسيف بن سليمان المكي وسلم بن أبي الذيال وسفيان بن عيينة وعمارة بن غزية وفضيل بن ميسرة ومنصور بن المعتمر وهشام بن حسان وجماعة.
- تلاميذه ومن روى عنه:

وعنه سفيان الثوري وهو أكبر منه وعبد الله بن المبارك وهو من أقرانه وعبد الرحمن بن مهدي وعبد الرزاق وعبد الله بن جعفر الرقي ويونس بن محمد المؤدب وعمر بن عاصم وأحمد بن حنبل وإسحاق بن راهويه ويحيى بن يحيى النيسابوري وعارم ومسدد بن مسرهد وأبو سلمة وخليفة بن خياط وعبيد الله بن معاذ وعبد الأعلى بن حماد وأمية بن بسطام وحامد بن عمر البكراوي وسعيد بن منصور، ومحمد بن أبي بكر المقدمي ومحمد بن سلام البيكندي والمسندي والقعنبي وأبو بكر بن الأسود وعباس بن أبي الوليد النرسي، وأبو كريب، ويحيى بن حبيب بن عربي والحسين بن الحسن المروزي والحسن بن عرفة وآخرون.

## مؤلفاته
له كتاب في المغازي.